# Bazilika Nanebevzetí Panny Marie (Svatý Hostýn)
Bazilika Nanebevzetí Panny Marie je poutní kostel s titulem basilica minor stojící na vrchu Svatém Hostýně. Jde o jeden z nejvýznamnějších mariánských poutních kostelů na Moravě, ke kterým patří také Velehrad nebo v Čechách Svatá Hora u Příbrami. Pozdně barokní, klasicizující kostel dokončený v roce 1747 je hlavním místem poutního areálu, který byl v roce 2018 prohlášen národní kulturní památkou České republiky.

## Historie
Na vrcholu Hostýna stála kaple již v pozdním středověku. Její existence je spojována s pověstí o zázračném zachránění lidí, kteří se zde ve 13. století ukrývali při velkém nájezdu Tatarů. Dne 12. května  1241 Panna Marie vyslyšela jejich modlitby, na její přímluvu zde vytryskl pramen a mohutná bouře donutila Tatary k ústupu. Na připomínku této události byla postavena kaple a u obrazu Panny Marie Ochranitelky se zde lidé každoročně scházeli na děkovné pouti. Moravané hledali na Hostýně ochranu také v letech 1662–1664, kdy na Moravu vtrhlo turecké vojsko. V roce 1628 nový majitel panství Václav z Lobkovic nechal kapli opravit a její ozdobou se stal nový obraz. Tentokrát se jednalo o Pannu Marii vítěznou, která stojí s Ježíškem v náručí na půlměsíci a metá blesky na nepřátele křesťanů.
Od roku 1650 vlastnil Hostýn hraběcí rod Rottalů, který má hlavní zásluhu na vybudování nového chrámu a celého poutního areálu. Roku 1721 byl položen základní kámen kostela a stavba byla dokončena po více než dvaceti letech za Františka Antonína z Rottalu. Autorem projektu byl pravděpodobně kroměřížský architekt Josef Ignác Cyrani z Bolleshausu, který působil ve službách olomouckého biskupství. Dne 28. července 1748 chrám vysvětil  olomoucký biskup, kardinál Julius Troyer. Dne 24. září 1769 po zásahu bleskem shořela střecha a obě věže. Požár byl tak silný, že se roztavily tři zvony, čtvrtý se utrhl a spadl. Kostel byl však během dvou let opraven. V roce 1784 byl chrám v rámci josefínských reforem odsvěcen a zrušen. Kostel zbavený vybavení i střechy chátral. Na začátku 19. století zbyly z celého poutního areálu jen ruiny.
Od 30. let 19. století se stále více projevovaly snahy o obnovení místa, kam nadále putovalo mnoho věřících. Jejich iniciátorem byl bystřický farář Bernard Reger. Na obnovu chrámu byly pořádány sbírky, přispěl i císař Ferdinand Dobrotivý a členové jeho rodiny. Stavební práce byly zahájeny 10. května 1841 u příležitosti 600. výročí od záchrany před Tatary. Během několika let byl opraven presbytář, hlavní loď i krovy. V roce 1843 byly postaveny nové věže s báněmi a střecha kostela provizorně pokryta šindelem. Restaurován byl interiér s hlavním oltářem, do kterého byla umístěna nová socha Panny Marie Vítězné z dílny brněnského řezbáře Benedikta Edeleho. Reliéfní obraz pod sochou, znázorňující Tatary prchající před blesky, provedl malíř Josef Haumann z Brna. V červenci 1845 byl ještě nehotový chrám slavnostně posvěcen. Postupné zvelebování interiéru pokračovalo v následujících letech: přibyly zvony, byly instalovány varhany, čtyři boční oltáře, vydlážděna podlaha hlavní lodi. V roce 1864 byly na průčelí kostela osazeny velké sochy sv. Cyrila a Metoděje, které zhotovil kroměřížský sochař A. Beck.
V úpravách pokračovali jezuité, kteří na Hostýn přišli v roce 1887. Hlavní podíl na organizačním a finančním zajištění prací měl páter Jan Cibulka, který dohlížel také na vnitřní výzdobu chrámu. Výmalbou interiéru byl pověřen kroměřížský rodák, malíř a restaurátor Jan Zapletal ml. Dekorativní výzdobu provedl jezuita František Obdržálek. Malba, na níž bylo zachyceno kolem 900 postav a obličejů, byla dokončena v roce 1890.  V rámci přípravy na nové svěcení byl kostel opatřen novou venkovní omítkou. K 650. výročí hostýnského zázraku byl kostel 15. srpna 1891 slavnostně vysvěcen za přítomnosti sto tisíc věřících.
Na podzim roku 1912 byl na průčelí kostela instalován rozměrný mozaikový obraz Panny Marie Vítězné, dílo pražského malíře Viktora Foerstera. V roce 1929 kostel dostal novou kovovou konstrukci krovu a střecha byla opatřena měděnou krytinou. V roce 1930 byl kostel znovu omítnut a provedeno čištění kamenných prvků fasády. Do západního průčelí byly roku 1933 vsazeny nové vchodové dveře zdobené šesti čtvercovými kazetami, v jejichž středu jsou umístěny bronzové reliéfy akademického sochaře J. Axmana z Brna. V kostele byl roku 1935 instalován nový hlavní oltář z bronzu, který podle návrhu architekta Aloise Spurného zhotovila firma Vulkania z Prostějova. Byl doplněn dvěma sochami andělů od Čeňka Vosmíka.

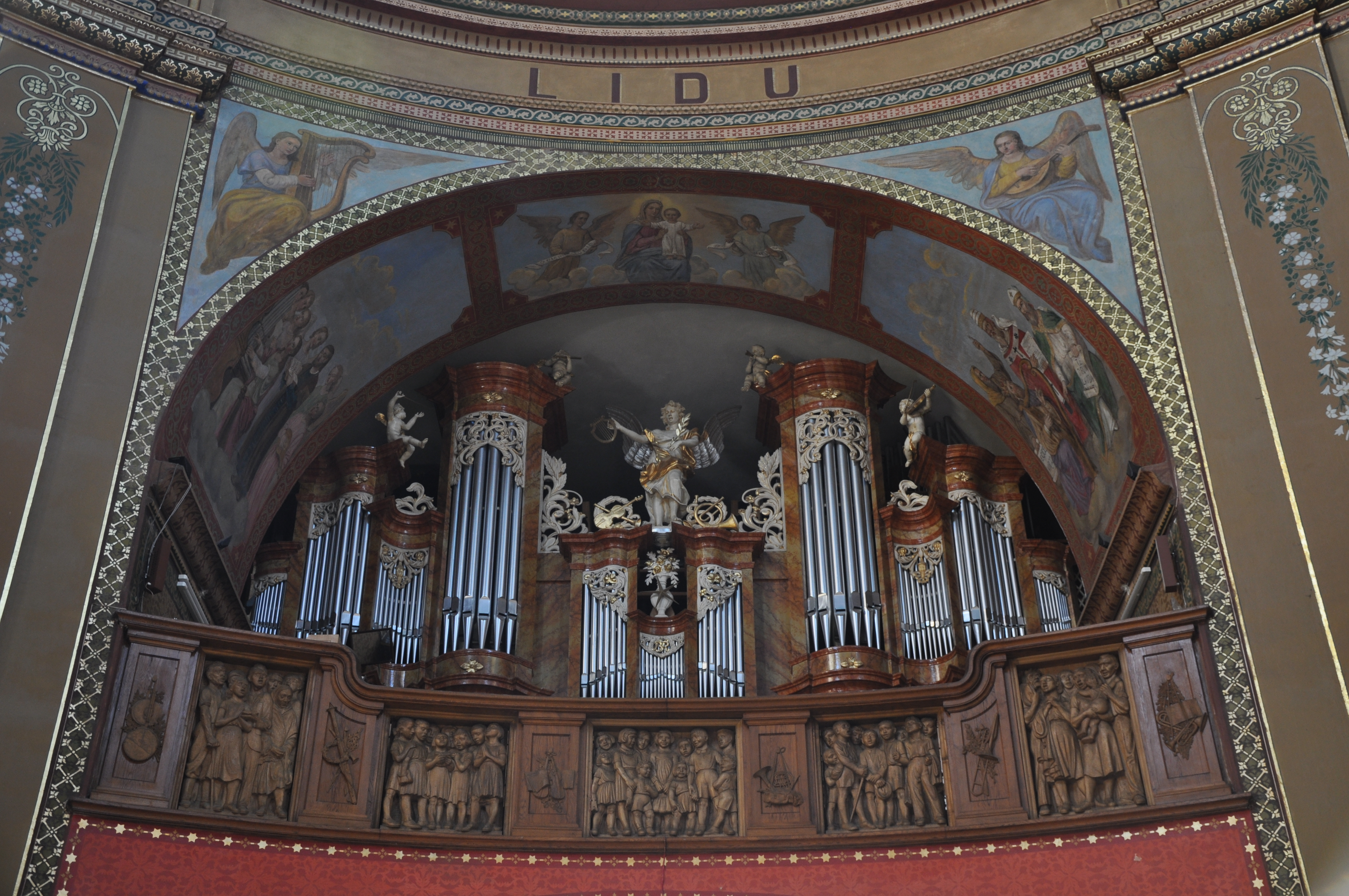
Varhany na kůru s vyřezávaným zábradlím

Hostýnský chrám přišel během druhé světové války o tři zvony a téměř padesát let zde nebyly prováděny větší opravy. V roce 1953 se podařilo prosadit pořízení nových varhan, které vyrobila firma Rieger-Kloss z Krnova a při té příležitosti bylo na kůru instalováno dřevěné, bohatě vyřezávané zábradlí. V letech 1971–1972 byly restaurovány nástěnné malby v interiéru chrámu. V roce 1982 byl kostel papežským dekretem Jana Pavla II. povýšen na Baziliku Minor.
Po pádu komunistického režimu v roce 1989 nastala postupná obnova poutního areálu a došlo i na opravy kostela: rekonstrukce elektrického osvětlení, varhan, položení nové podlahy s vytápěním, restaurování soch sv. Cyrila a Metoděje, oprava mozaikového obrazu na průčelí. V rámci Programu záchrany architektonického dědictví bylo v roce 1995 na opravu památky čerpáno 2 600 000 Kč. V roce 2012 bazilika dostala sedm nových zvonů. 

## Popis
Bazilika je samostatně stojící stavba v pozdně barokním slohu  na vrcholu kopce. Od vodní kaple k ní vede monumentální kamenné schodiště o 250 schodech. Na jednotlivých schodech byla vysekána jména dárců, kteří přispěli na jejich vybudování. Schodiště protínají dvě cesty a dělí je tak na tři nestejně dlouhé části, které se směrem  k chrámu rozšiřují. U paty schodiště po levé straně je na plošině mezi stromy umístěna bronzová  socha Krista (Božské srdce) v nadživotní velikosti od sochaře Čeňka Vosmíka z roku 1918. Po obou stranách střední části schodiště jsou  kramářské boudy s devocionáliemi, suvenýry a dalším zbožím. Na nárožích schodiště před chrámem stojí sochy sv. Cyrila a Metoděje v nadživotní velikosti.

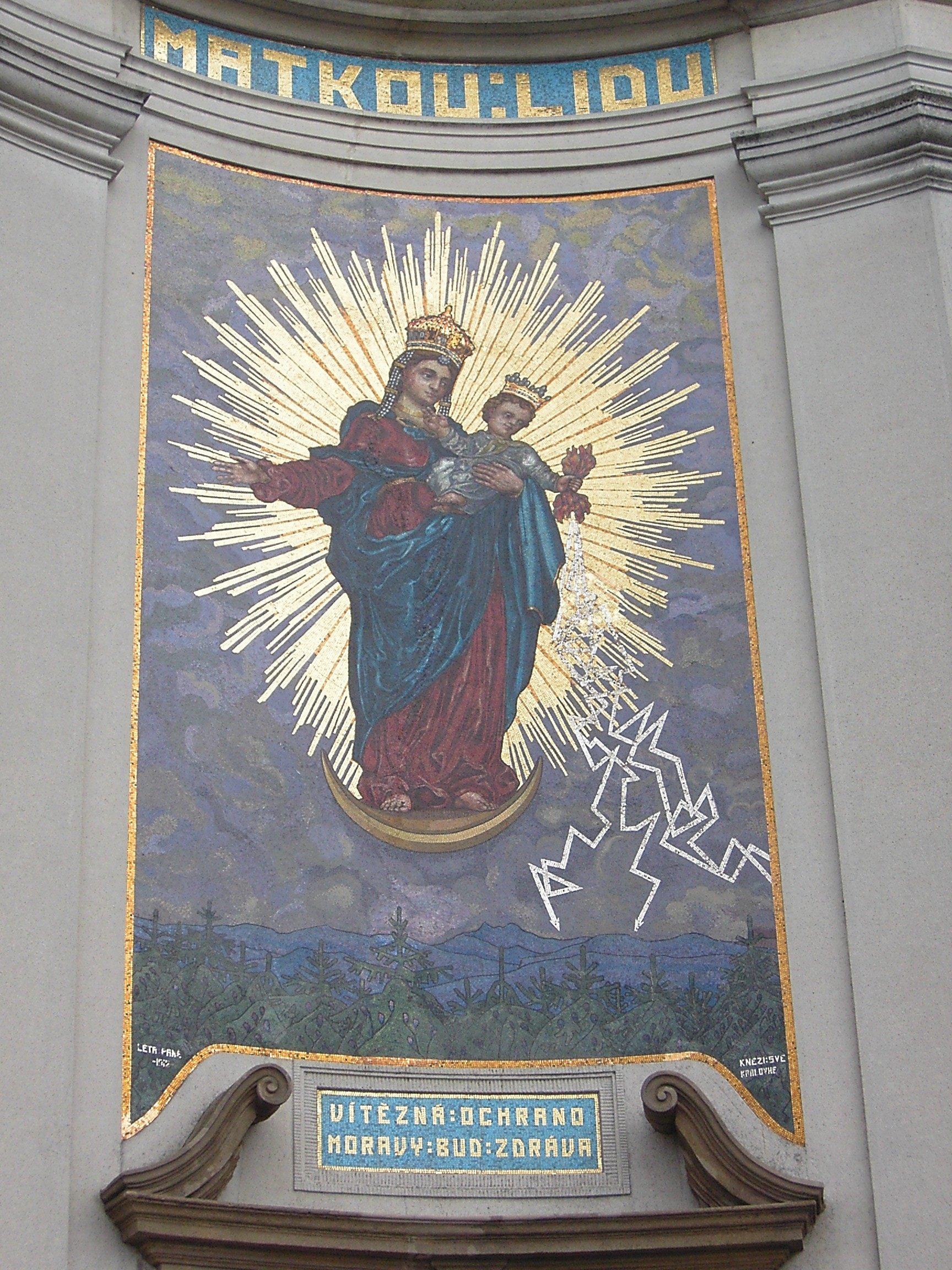
Mozaikový obraz Panny Marie Svatohostýnské

### Exteriér
Jednolodní orientovaná stavba elipsovitého půdorysu se dvěma hranolovými věžemi v průčelí (délka 40,50m, šířka 30,34 m, výška 23,75 m). Zadní část  tvoří nižší přístavba s kněžištěm a sakristiemi.  Mezi věžemi je předsunuto zvlněné průčelí s hlavními  vstupními dveřmi, které zdobí šest bronzových čtvercových polí s nápisy IHS, MARIA a reliéfy českých světců (sv. Václav, sv. Vojtěch, sv. Ludmila, sv. Hedvika). Nad dveřmi je velký mozaikový obraz Panny Marie Svatohostýnské z roku 1912 od Viktora Foerstera. Jeho plocha je 26 m² a skládá se z 260 000 kamínků. Pod obrazem je v rámu mozaikový nápis:  Vítězná ochrano Moravy buď zdráva. Ve štítu nad římsou je hodinový ciferník. V prvním patře věží jsou v průčelí niky  se sochami světců. Fasáda chrámu je členěna systémem pilastrů s římsovými hlavicemi, na nichž je po celém obvodu položena výrazná kordonová římsa. Pod římsou na průčelí je proveden velkým písmem nápis: Zůstaň matkou lidu svému. V tamburu pod kupolí je proraženo sedm velkých oken elipsovitého tvaru. Okna v přízemní části jsou obdélná. Střecha nad hlavní lodí je kupolovitá, střechy věží mají tvar čtyřbokého jehlanu. 

### Interiér

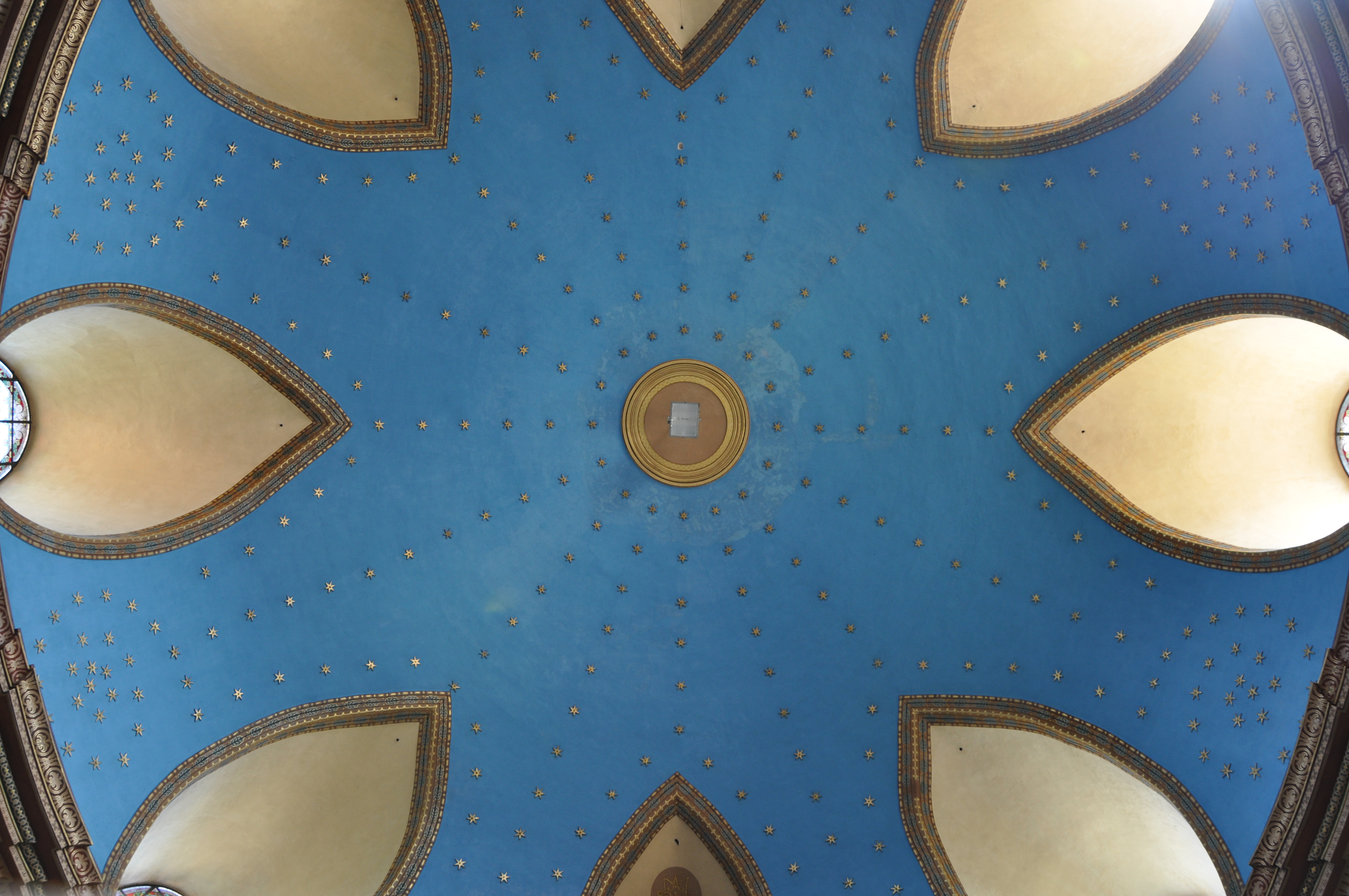
Pohled do kupole

Vstupní část pod kruchtou přechází do prostoru hlavní lodi, nad kterou se klene kupole prosvětlená sedmi okenními otvory. Po stranách lodi jsou dva velké výklenky s protilehlými bočními vchody, ve čtyřech užších výklencích jsou zřízeny kaple. Jsou odděleny zdvojenými pilastry, které nesou mohutnou římsu, na níž spočívá kupole. Na vlysu pod římsou je po obvodu umístěn nápis: Vítězná ochrano Moravy zůstaň matkou lidu svému. Na hlavní loď navazuje půlkruhově zakončený presbytář zaklenutý valenou klenbou. Prostor lodi osvětluje šest obdélných oken v jednotlivých bočních výklencích a sedm elipsovitých oken v kupoli. Osmý otvor v kupoli nad presbytářem byl dodatečně zazděn a na jeho ploše byl namalován obraz korunovace Panny Marie. Kupole má jednoduchou výmalbu připomínající oblohu s 360 zlatými hvězdami. Uprostřed je erb rodu Laudonů, kteří vlastnili zámek v Bystřici pod Hostýnem v 19. století.
U hlavního vchodu visí památný kříž z cedrového dřeva, který byl přivezen z Kroměříže v roce 1845. Nad vchodem na kůr je pamětní deska největšího hostýnského mecenáše A. C. Stojana, protější pamětní deska připomíná návštěvu vídeňského nuncia Granita di Belmonte na Hostýně. Na klenbovém pásu hudebního chóru jsou vyobrazeni reformátoři a patroni církevního zpěvu kolem Panny Marie.

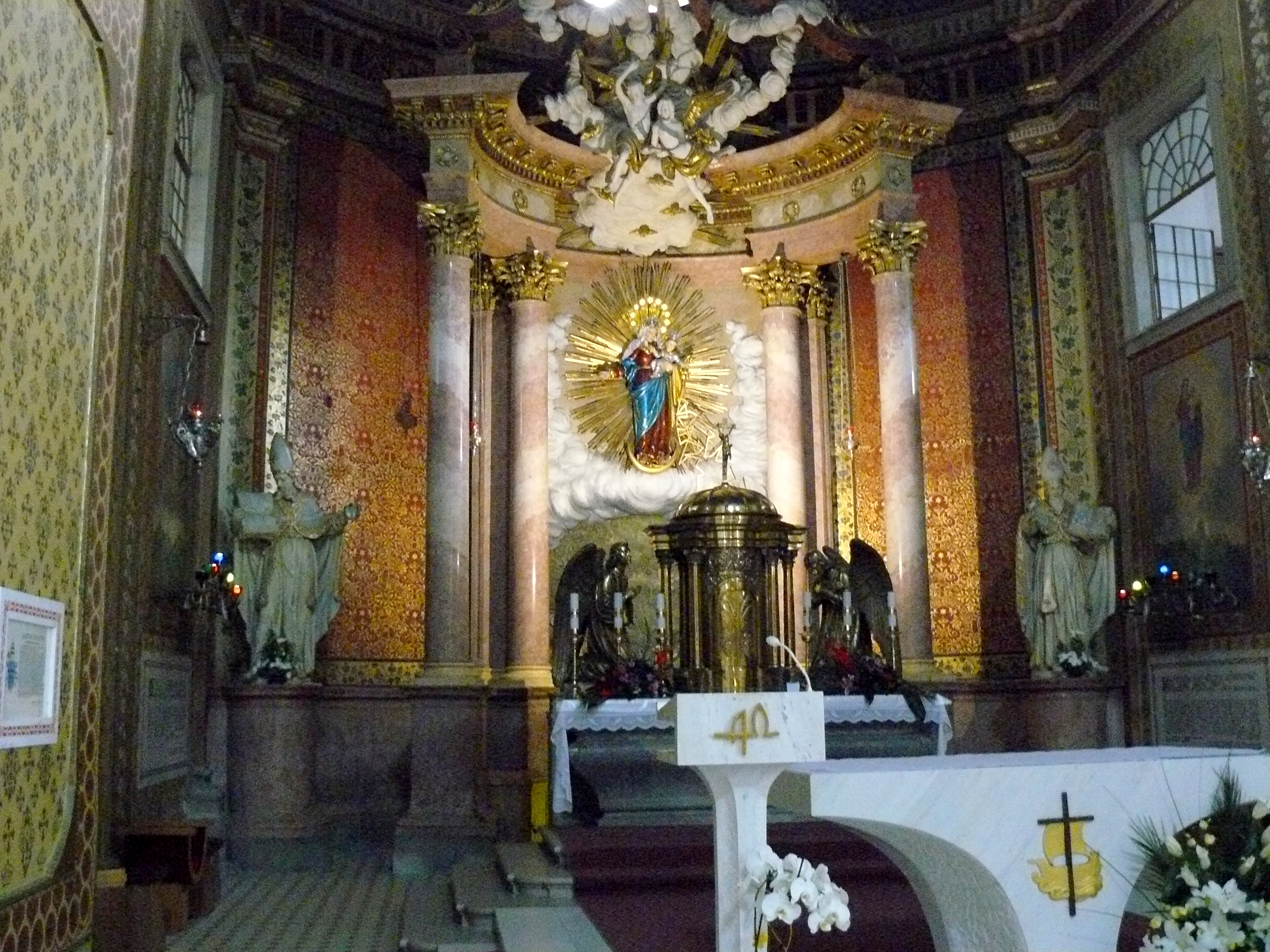
Hlavní oltář

#### Presbytář
Retabulum hlavního oltáře tvoří dvojice korintských sloupů na vysokém soklu, které nesou kladí s dekorativním baldachýnem. Místo oltářního obrazu je na stěně upevněna socha hostýnské Panny Marie s Ježíškem a pod ní reliéf znázorňující zázračné pokoření Tatarů.  Na soklu jsou po stranách umístěny sochy sv. Cyrila (s knihou) a Metoděje (s mušlí). Oltářní menza je opatřena bronzovým svatostánkem zakončeným krucifixem, který podle díla Josefa Václava Myslbeka zhotovil akademický sochař Jan Tříska. Po stranách adorující pozlacení andělé jsou od Čeňka Vosmíka. Ideovým tvůrcem oltáře, který je kopií barokního oltáře z biskupské katedrály v Brně, je rajhradský benediktin Řehoř Wolný, realizací byl pověřen brněnský sochař a řezbář Benedikt Edele.  Malba kolem kulatého okna nad oltářem připomínající východ Slunce je dílem B. Škardy z Brna. Na stěně po obou stranách milostné sochy je zlatými písmeny na červeném podkladě napsána celá loretánská litanie.
Před hlavním oltářem pod vítězným obloukem je postavena nová menza z 80. let 20. století. Pět nástěnných obrazů v klenbovém pasu oblouku vyjadřuje dějiny Hostýna.
Presbytář má bohatou obrazovou výzdobu. Nad vchody do protilehlých sakristií jsou dva andělé na zlatém podkladu. Vedle vchodu na evangelní straně  je velký obraz Panny Marie Ochranitelky, v podobě uctívané již od 13. století. Na protější (epištolní) straně pak obraz Panny Marie Vítězné, která se vznáší nad budovami na vrcholu Hostýna.  Pod obrazy je pamětní mramorová deska, připomínající korunovační slavnost z roku 1912. Pod římsami presbytáře je šest obrazů českých patronů: Sv. Hedviky, sv. Cyrila, sv. Jana Nepomuckého, sv. Václava, sv. Metoděje a sv. Jana Sarkandera.

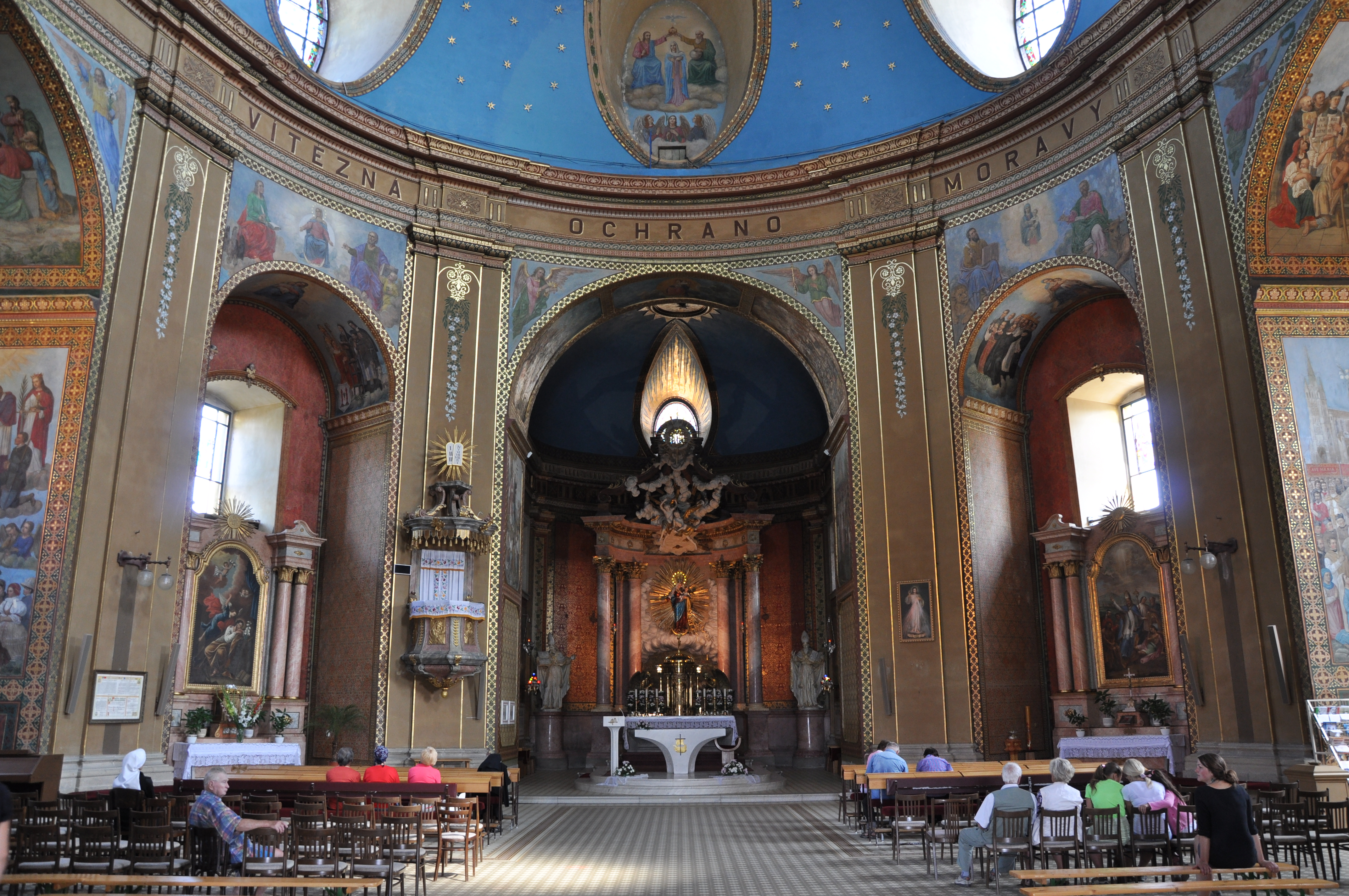
Interiér (zleva): kaple sv. Josefa, presbytář, kaple sv. Valentina

#### Kaple
- kaple sv. Josefa (vlevo u presbytáře) s oltářním obrazem  Sen sv. Josefa od Jana Zapletala z roku 1846. Nástěnné malby na klenutí nad oltářem představují dvě skupiny českých světců, uprostřed Panna Marie. Nad kaplí pod obvodovou římsou jsou namalováni evangelisté Matouš a Jan, mezi nimi Panna Marie.
- kaple sv. Valentina (vpravo u presbytáře)  s oltářním obrazem Sv. Valentin uzdravuje nemocné od Leopolda Ventruby z Kroměříže z roku 1845. Nad oltářem dvě skupiny svatých mučedníků a jezuitských světců s Pannou Marií  uprostřed. Nad kaplí pod římsou jsou evangelisté sv. Lukáš se lvem a sv. Marek s obětním býkem, uprostřed je Panna Maria Sněžná. Jsou zde uloženy ostatky světce Jana Nepomuka Neumanna.
- kaple sv. Anny (vlevo od podkruchtí)  s oltářním obrazem Sv. Anna s Pannou Marií a sv. Jáchymem od Jana Prachaře ze Šternberka. Na klenbě jsou dvě skupiny mariánských ctitelů a dobrodinců sv. Hostýna, v pozadí  sv. Anna s malou Pannou Marií, k níž anděl vede ct. Martina Středu a z druhé strany hraběte Antonína Františka Rottala s plánem hostýnského kostela. Nad kaplí jsou sv. Augustin s pacholátkem a sv. Jarolím, mezi nimi se vznáší Panna Maria s lilií.
- kaple sv. Šebestiána (vpravo od podkruchtí) s oltářním obrazem Umučení sv. Šebestiána od neznámého autora. Na klenutí je zlatý kříž, znamení Syna člověka a znázorněn Boží soud. Nad kaplí dva svatí otcové hájící božské mateřství Panny Marie, uprostřed Bohorodička v podobě Matky dobré rady.
- ve výklencích u bočních vchodů do kostela jsou oltáře Panny Marie Lurdské s mramorovým reliéfem sv. Ignáce z Loyoly (na pravé straně) a Božského Srdce Páně s mramorovým reliéfem sv. Františka z Assisi (vlevo na severní straně). Oba oltáře jsou dílem kroměřížského sochaře Ferdinanda Neumanna. Nástěnná výmalba představuje Nanebevzetí Panny Marie, na protější straně je vyobrazena  Panna Marie Vítězná a vítěz nad Tatary Jaroslav ze Šternberka, pod ním poutníci u Vodní kaple.